# Aloïs De Backer (1858-1904)

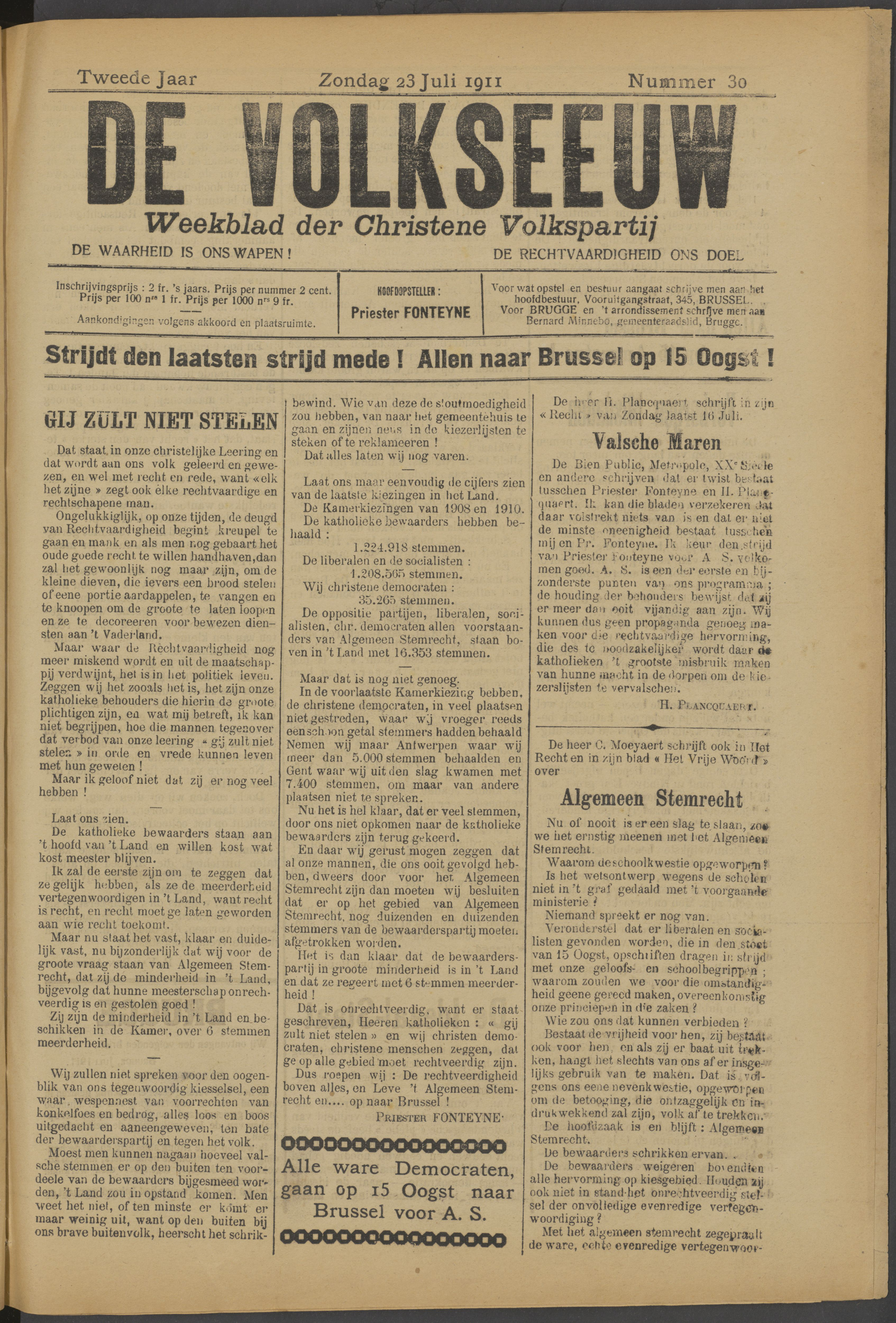
Voorpagina van De Volkseeuw van 23 juli 1911, verdergezet na de dood van De Backer. Krant bewaard in en gedigitaliseerd door Openbare Bibliotheek Brugge.

Aloysius (Aloïs) De Backer (Denderhoutem, 26 mei 1858 – aldaar, 25 mei 1904) was een Belgisch advocaat en politicus voor de Christene Volkspartij.

## Levensloop
De Backer werd geboren in een landbouwersgezin en was na zijn basisschool in Denderhoutem en Twee-Akren aanvankelijk zelf werkzaam als landbouwer. Hij onderbrak deze activiteit om in een privéschool in Ninove algemeen onderwijs te volgen. Hij slaagde vervolgens in examens voor de Centrale Examencommissie: landmeter (1884), kandidaat notaris (1886) en doctor in de rechten (1891). Hij vestigde zich in Denderhoutem als notarisklerk (1886) en als advocaat (1891).
In Denderhoutem was hij van 1884 tot 1899 gemeenteraadslid, aanvankelijk als onafhankelijke katholiek en later als daensist. Van 1900 tot aan zijn dood was hij daensistisch volksvertegenwoordiger voor het arrondissement Aalst.  In 1893 was hij medestichter van de Christene Volkspartij. In zijn democratische denkbeelden werd hij beïnvloed door zijn vriend Jan-Baptist Van Langenhaecke.
Hoewel hij veel om gezondheidsredenen afwezig was, verwierf hij een vleiende reputatie in het parlement en was hij de enige daensist die er algemeen aanzien kon verwerven. Hij werd geprezen om de vorm en inhoud van zijn toespraken, en om zijn evenwichtige houding tussen radicalisme en pragmatisme. Hij sprak in het halfrond vrijwel uitsluitend Nederlands. Ook nam hij het eerste wetgevende initiatief tot de vernederlandsing van de Rijksuniversiteit van Gent, maar de tekst werd pas in 1905, na zijn dood, ingediend door de broers Pieter en Adolf Daens. 
Hij publiceerde in de tijdschriften van de christendemocratie: Klokke Roeland, Het Vlaamsche Volk en De Volkseeuw. Hij was ook actief bij Vlaamsgezinde katholieke initiatieven in de streek van Aalst.

## Publicatie
- Het klein familiewetboek
- Het landelijk wetboek, uitgelegd volgens de bespreking in onze Wetgevende Kamers, Ninove, 1899.